# Лальо Аврамов
Лальо Аврамов (болг. Лальо Аврамов); нар. 2 жовтня 1934, Софія — пом. 21 червня 1995, Софія — болгарський музикант, скрипаль і композитор.

## Біографія
Народився в 1934 в Софії в родині художника Ніколи Аврамова.
Дружина — Десиміра Терзієва, в шлюбі народилося двоє дітей: Ассен Аврамов (1961) — композитор; Івайло Аврамов (1968) — скульптор.
Аврамов — провідний скрипаль в камерному ансамблі «Софийски солисти» та Софійського філармонічного оркестру. Лауреат премії ім. Дімітрова.

## Камерний ансамбль «Софийски солисти»
Камерний ансамбль «Софийски солисти» є найпопулярнішим і найулюбленішим у болгарської аудиторії, а також дуже відомий за межами країни. Його репертуар включає понад 600 творів — від класичної музики до сучасної. Багато болгарських творів було створено спеціально для «солістів».
Ансамбль був заснований в 1962 групою молодих музикантів Софійської опери. Їхній перший концерт у тому ж 1962, диригентом був Михаїл Ангелов, який викликав інтерес і симпатію глядачів у Софії. Незабаром з'явилися перші тури за кордон.